# Hymne aan de Moeder der goden
De Hymne aan de Moeder der goden is een filosofisch-religieuze, Griekstalige tekst die geschreven werd door keizer Julianus de Afvallige in Constantinopel rond het begin van de lente in 362. Julianus ontwikkelde een filosofisch-religieus systeem als tegenhanger voor het oprukkende christendom. De hymne is daar een product van, waarbij de keizer zich liet beïnvloeden door het neoplatonisme, met name dat van Jamblichus, noties uit mysteriecultussen (mithraïsme, eleusische), en mogelijk de Chaldeïsche orakelen. De tekst was bedoeld als geloofsbelijdenis en als dogmatische informatiebron voor heidense priesters. 

## Inhoud
In beginsel gaf Julianus in zijn hymne een allegorische interpretatie van een mythe van Cybele (de Moeder der goden) en Attis. De beschrijving van de mythe vertoont duidelijke overeenkomsten met die van Ovidius, en de interpretatie met die van de Naässenen. De vruchtbaarheidsgodin werd verliefd op de jonge herder Attis. Hij was echter overspelig met een nimf, werd betrapt, vluchtte het bos in en ontmande zichzelf, waarna hij stierf. Daarop haalde Cybele hem terug uit de dood. Daarnaast verklaarde de auteur de bijbehorende religieuze riten, waaronder voedselvoorschriften en castratie van priesters van Cybeles cultus. Ook legde hij uit wat zijn kosmologie inhield, hoe de goden de wereld vormden, en dat de mens verlicht kon worden door in contact te komen met het goddelijke via bepaalde riten.
Julianus’ kosmologie beschrijft een hiërarchie van uitstromende lagen (emanatie), die begint met het hoogst goddelijke en eindigt met de aardse wereld, die voortkwam uit de principes van het vergankelijke en onvergankelijke. De keizer interpreteerde Cybele als het hoogst goddelijke, de bron van alle goden. Attis gold als de zon, die de derde demiurg was, maar zijn dood en wederopstanding maakten hem tot degene die de zielsverheffing naar hogere sferen mogelijk maakte. De nimf was de zijnslaag net voor die van de materiële wereld. De castratie betekende het einde van voortdurend scheppen van leven op aarde.
Julianus meldde verder dat godenbeelden niet enkel materiële objecten waren, maar bezielde, die met respect moesten worden behandeld.

## Bron
- Ferwerda, R. (red.). Keizer Julianus en Saloustios. Over de wereld en haar goden. Budel: Damon, 2003.

- Bibliothèque nationale de France: cb13163560z (data)
- Gemeinsame Normdatei: 4268199-6
- Library of Congress Control Number: n92030261
- Virtual International Authority File: 177078128